# Caçada na Floresta (Paolo Uccello)
Caçada na Floresta (também conhecida como Caçada noturna, ou simplesmente Caçada) é uma pintura a óleo de cerca de 1470 de Paolo Uccello, mestre italiano do início do Renascimento, que se encontra actualmente no Museu Ashmolean, em Oxford, sendo provavelmente a pintura mais conhecida deste museu.
A Caçada é um exemplo precoce do uso efetivo da perspectiva na arte da Renascença, com os participantes da caçada, incluindo pessoas, cavalos, cães e cervos, desaparecendo na distância no meio da floresta escura. Foi a última pintura conhecida de Uccello antes da sua morte em 1475.

## Descrição
A obra, uma das últimas atribuídas a Uccello, representa uma cena de caça noturna numa enorme floresta, composta por numerosos cavaleiros, criados, cães de caça e presas, especialmente cervos.
O rigor espacial de Paolo Uccello coloca com precisão em perspectiva todos os elementos, desde as árvores e as figuras, com tamanho diferente dependendo da distância, aos troncos quebrados no chão, que são colocados nas direcções da malha perspéctica, como já havia acontecido com as lanças nas cenas de A Batalha de São Romano. No entanto, o efeito geral é não natural e onírico, por via do esquematismo das figuras, das cores lisas que fazem ressaltar as silhuetas, das posições repetidas e antinaturais que recordam as sequências de um balé.

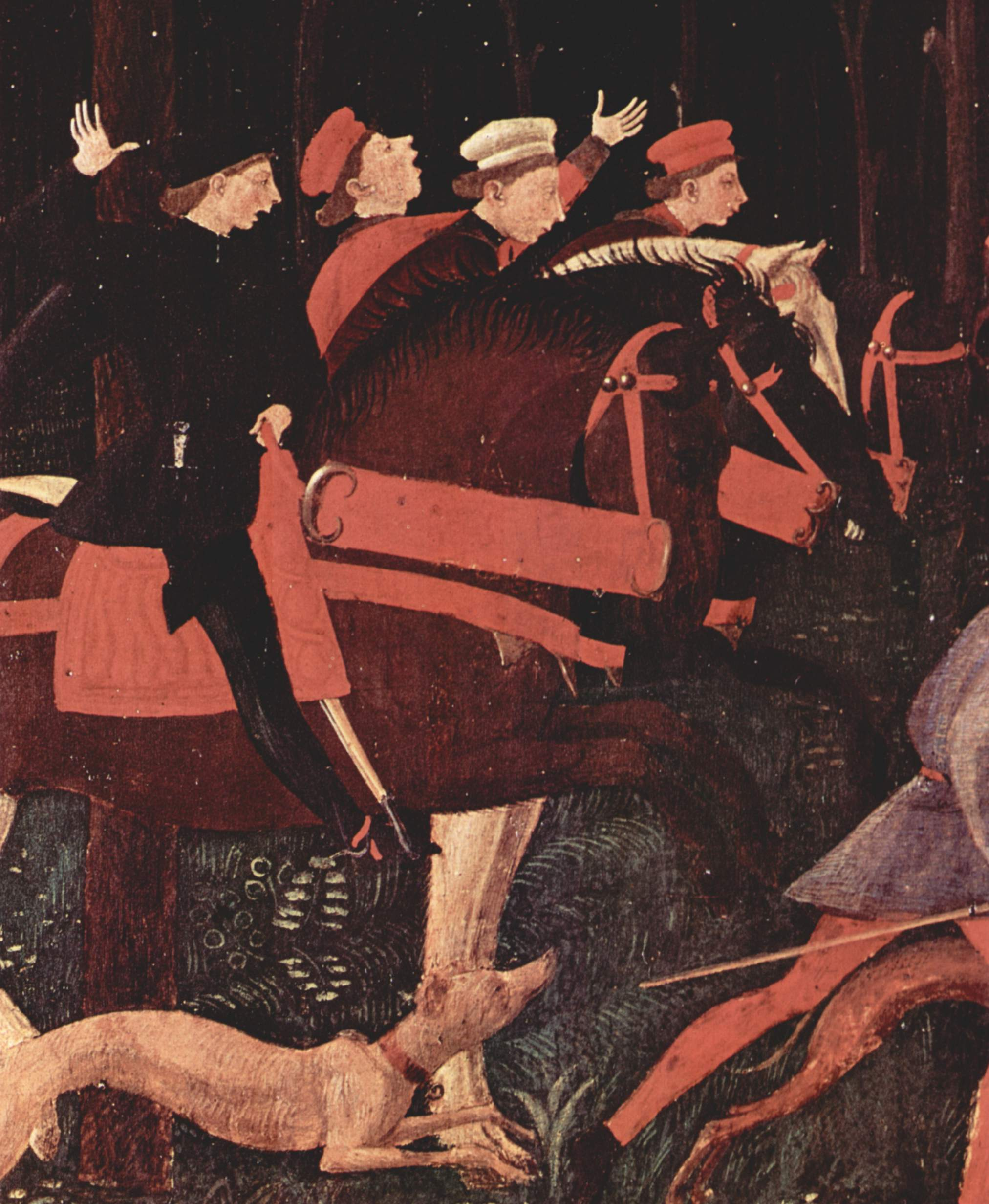
Detalhe

O manto vegetal é integrado por grande variedade de espécies de plantas, que foram escolhidas e apresentadas com minúcia descritiva, lembrando o estilo do gótico tardio ao qual Paolo Uccello sempre permaneceu fiel, tanto que a sua figura pode ser considerada entre os protagonistas da passagem da tradição gótica para a arte renascentista.

## Na cultura popular
A Caçada é referida no episódio Point of Vanishing (Ponto de fuga) da série de televisão britânica Lewis. Um bilhete postal desta pintura é apresentado como pista para a resolução de um assassinato. O detective Lewis e o seu colega visitam o Ashmolean Museum em mais do que uma ocasião e são informados sobre as suas características significativas por um especialista do Museu. A pintura fornece a Lewis um esclarecimento que lhe permite resolver o caso.
No livro [The Collector, de John Fowles, a personagem G.P. que é artista enaltece a pintura: "... o desenho atinge-nos no momento em que olhamos para ela. Além de todas as outras coisas técnicas. É evidentemente irrepreensível."

## Ligação externa
- Nota sobre a obra na Web Gallery of Art,